# Cheyenes
Los cheyenes forman una nación de nativos norteamericanos que habitan las Grandes Llanuras de los Estados Unidos. La nación cheyene está compuesta por dos tribus, los sotaeo'o [sin una traducción clara] y los tsitsistas. El nombre cheyene deriva de una palabra de la lengua siux que significa pequeño cri.
Antes de ser internados en reservas, los cheyenes eran aliados de los arapajós y los lakotas (siux). La nación cheyene comprendía diez grupos que se extendían por todas las grandes praderas, desde el sur de Colorado a las Colinas Negras en Dakota del Sur. Hacia mediados del siglo XVIII los grupos empezaron a separarse, algunos permanecieron cerca de las Colinas Negras, mientras que otras permanecieron cerca del río Chato en el centro de Colorado. 
En la actualidad, los cheyenes del norte viven al sureste de Montana, en una reserva propia. Los cheyenes del sur, junto con los arapajós del sur, viven en el centro de Oklahoma. Su población total combinada es de unas 20.900 personas.

## Idioma
Tanto los cheyenes de Montana, como los de Oklahoma, hablan el idioma cheyene, con unas pocas diferencias en el vocabulario entre las dos comunidades, aunque en la actualidad todos ellos son capaces de expresarse en inglés, siendo en la práctica, bilingües. El idioma forma parte de la familia de lenguas algonquinas, y es uno de los pocos idiomas algonquinos de las praderas que desarrolló características tonales. Los idiomas más próximos al cheyene son el arapajó y el ojibwa (chippewa).

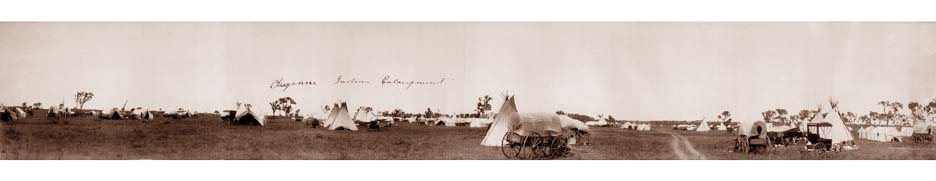
Campamento cheyene, 1909.

## Historia
El registro oficial conocido de los cheyenes data de mediados del siglo XVII, cuando un grupo cheyene visitó Fort Crevecoeur, cerca de la actual Chicago. Durante los siglos XVII y XVIII, los cheyene se mudaron de la región de los Grandes Lagos, a lo que hoy es Minnesota y Dakota del Norte, y establecieron aldeas. La principal de estas aldeas antiguas es la de Biesterfeldt (Biesterfeldt Village), en la parte del Este de Dakota del Norte a lo largo del río Cheyenne.
Los cheyenes también tuvieron contacto con las naciones vecinas Mandan, Hidatsa y Arikara y adoptaron muchas de sus características culturales. En 1804, la expedición de Lewis y Clark visitó una aldea cheyene en Dakota del Norte.
La presión de la migración de las naciones lakota y ojibwa, forzaron a los cheyenes hacia el Oeste. Para mediados del siglo XIX, los cheyenes habían abandonado en gran parte sus tradiciones sedentarias, agrícolas y cerámicas, y adoptaron la forma clásica nómada de la cultura de las llanuras. Los tipis reemplazaron a las viviendas de tierra, y la dieta cambió de pescado y productos agrícolas a carne de bisonte, vegetales y frutos silvestres. Durante este período, los cheyenes también se mudaron a Wyoming, Colorado y Dakota del Sur.

### ElsigloXIXy las guerras indias
En 1851, el primer territorio cheyene fue establecido en la parte norte de Colorado. El tratado del fuerte Laramie de 1851 les concedía este territorio. Hoy en día ese territorio incluye las ciudades de Fort Collins, Denver y Colorado Springs.
Comenzando en la etapa tardía de la década de 1850 y acelerada en 1859 por la fiebre de oro de Colorado, los europeos, buscando asentamientos, se mudaron dentro de las tierras reservadas para los cheyenes y otros indios de las llanuras. Estas migraciones con el tiempo llevaron a enfrentamientos abiertos en la llamada guerra de Colorado en el año 1864, principalmente entre los kiowa, con los cheyenes prácticamente sin haber estado involucrados, pero que se encontraron en medio del conflicto.